# Mirna Ríos
Mirna Ríos (Caracas, 8 de junio de 1953) es una cantante, actriz y locutora venezolana. 

## Reseña biográfica
Cursó estudios de secundaria en el Liceo Lino de Clemente y el Liceo Gustavo Herrera en Caracas. Debutó como artista con Los Selectos del Este, una agrupación compuesta por jóvenes y niños, intérpretes de música tradicional navideña con quienes grabó un disco LP en 1968. Su actividad profesional y como solista da inicio en 1970 de la mano del arpista Amado Lovera y su conjunto y del compositor Manny Delgado. Contó entonces con la asesoría del cantante venezolano Mario Suárez, quien le sugirió usar el nombre "Mirna". En paralelo, comenzó estudios de canto. Fue la Artista Revelación en el 7.º Festival de la Canción Venezolana con el tema "País tropical". Consiguió rápidamente ser contratada por el canal Venezolana de Televisión, participando en los espacios El Show de Renny y El Show de Alfredo Ledezma. En enero de 1971 participa en el tercer Festival de la Voz de Oro, graba una producción discográfica con Velvet de Venezuela y su nombre comienza a sonar dentro del ambiente musical. En 1972 participó en el Primer Festival de la Canción Pop en Cumaná. Ese mismo año triunfó junto al vocalista Luis D'Ubaldo en el Primer Festival de la Voz Bolivariana. En 1973 participa en el tercer Festival de la Onda Nueva, creado por el músico venezolano Aldemaro Romero, logrando el segundo lugar. Pasa a ser entonces figura de Radio Caracas Televisión participando en espacios como "Feria de la Alegría".
En octubre de 1974 logra ganar el 6.º Festival de la Voz de Oro en Barquisimeto. Ese mismo año firma con la casa discográfica Top Hits, imponiendo los temas "Amémonos" y "Gotas de lluvia" en los primeros lugares. Participa en giras musicales por Perú, dentro del Festival de Chiclayo y en Puerto Rico dentro del Festival Puerto Rico, en ambos obteniendo el 1.er lugar. En 1976 se integra a la televisora Venevisión y se hace figura imprescindible en producciones creadas por Joaquín Riviera y Aldemaro Romero, así como en los espacios De fiesta con Venevision y Sábado Sensacional. Fue finalista de la preselección en Festival de la OTI 1979. Alternó el escenario musical con figuras como Julio Iglesias, Marco Antonio Muñiz, Armando Manzanero, Danny Rivera, Raphael, Leonardo Favio, Sandro, Engelbert Humperdinck, David Soul, Chucho Avellanet, Tania Libertad y Las Tentaciones. Ha grabado una veintena de producciones discográficas con los más prestigiosos músicos para los más destacados sellos.
Galardonada por los Premios, Voz de Oro de Venezuela, Ancla de Oro, Mara de Oro, Primerísimo, Escenario Juvenil, Cardenal de Oro y Premio de la Casa del Artista. Condecorada con la Orden Simón Bolívar, Orden Francisco de Miranda, Orden FAV y Orden Mérito al Trabajo. Ha realizado giras por España, Holanda, México, Colombia, Perú, Puerto Rico, Aruba, Curazao y por Nueva York, Los Ángeles y Miami en los Estados Unidos.
En 1982 fundó la agrupación "Sección Rítmica de Caracas", que posteriormente acompañaría la carrera musical de Yordano. En marzo de 1996 formó parte de la creación del proyecto "Las Grandes de Venezuela" , agrupación gestada por un selecto grupo de cantantes femeninas exitosas de Venezuela, junto a Estelita del Llano, Mirla Castellanos, Mirtha Pérez, Floria Márquez y Neyda Perdomo. Permaneció en la agrupación alrededor de tres años, desempeñándose además como directora artística. En 1998 participó en el espectáculo "Miss Venezuela 1998".    
Tuvo en su dilatada carrera musical la posibilidad de trabajar con una gran cantidad de directores musicales entre Oscar Pérez, Aldemaro Romero, Aníbal Abreu, Carlos Moreán, José Gay, Pedro Vilela, Juan Domenech, Alberto Lazo, Arnoldo Nali y Daniel Jiménez. En 2015 fue figura invitada del espectáculo "Serenata a las Madres" con temas de Armando Mazanero junto a Rafael Brito.

## Actriz
Complementando su trabajo en la escena, desarrolló una labor como actriz, recibiendo formación de manos de Amalia Pérez Díaz y de Elia Schneider. Debutó como actriz en 1976, dentro de la cinta venezolana "Compañero Augusto" protagonizada por Orlando Urdaneta y dirigida por el cineasta Ender Cordido. Desarrolló un particular desempeño en esta área caracterizado por una comicidad natural. Luego participó en las producciones teatrales Somos una multitud (Guillermo González), Amor que mata (Javier Vidal), Todo o nada y Casamiento (Daniel Uribe), El inquieto Anacobero, Broadway en Caracas y Yo soy (Federico Pacanins). Ha escrito y presentado las piezas teatrales A quien le importa (2006) y Ven a gozar un bolero (2016).    
En paralelo a toda su actividad sobre el escenario, lleva desde hace muchos años su propia academia de canto, formando nuevas voces para la escena.

## Discografía
| 1968 | Los Selectos del Este                  |                                    |
| 1973 | Mirna                                  | Suramericana Del Disco (Venezuela) |
| 1974 | El Feeling de Mirna                    | Top Hits (Venezuela)               |
| 1976 | Grandes Voces de Venezuela             | Freddy León (Venezuela)            |
| 1977 | Disc Jockey Sensacional                | Top Hits (Venezuela)               |
|      | Grandes Voces del Milenio              |                                    |
|      | Entre Ríos                             |                                    |
| 1988 | Mirna Ríos                             | Tucán Records (Venezuela)          |
|      | Al Rojo Vivo                           |                                    |
|      | Homenaje a la Virgen María Auxiliadora |                                    |
|      | Hoy                                    |                                    |
|      | En Vivo                                |                                    |
|      | Evolución                              |                                    |
| 2014 | El Inquieto Anacobero                  | Producción Independiente           |
| 2015 | Para Ti Maestro                        | Producción Independiente           |
| 2015 | Recuerdos de mi Navidad                | Producción Independiente           |
| 2017 | Yo Soy                                 | Producción Independiente           |
| 2018 | Manzanero                              |                                    |